# Condado de Cumberland (Pensilvania)
El condado de Cumberland es un condado ubicado en el estado de Pensilvania y forma parte del área metropolitana de la región de Harrisburg. En 2004, su población era de 221.397 habitantes. 
El Condado de Cumberland fue creado el 27 de enero de 1750 adoptando el nombre de Cumberland, Reino Unido. Su sede está en Carlisle. El condado se encuentra en ubicado en el Valle de Cumberland al borde del Río Susquehanna.

## Demografía
Según el censo de 2000, el condado cuenta con 213.674 habitantes, 83.015 hogares y 56.118 familias residentes. La densidad de población es de 150 hab/km² (388 hab/mi²). Hay 86.951 unidades habitacionales con una densidad promedio de 61 u.a./km² (158 u.a./mi²). La composición racial de la población del condado es 94,40% Blanca, 2,36% Afroamericana o Negra, 0,13% Nativa americana, 1,67% Asiática, 0,04% De las islas del Pacífico, 0,43% de Otros orígenes y 0,97% de dos o más razas. El 1,35% de la población es de origen Hispano o Latino cualquiera sea su raza de origen.
De los 83.015 hogares, en el 29,50% de ellos viven menores de edad, 56,50% están formados por parejas casadas que viven juntas, 8,00% son llevados por una mujer sin esposo presente y 32,40% no son familias. El 26,70% de todos los hogares están formados por una sola persona y 10,30% de ellos incluyen a una persona de más de 65 años. El promedio de habitantes por hogar es de 2,41 y el tamaño promedio de las familias es de 2,92 personas.
El 22,00% de la población del condado tiene menos de 18 años, el 10,60% tiene entre 18 y 24 años, el 28,50% tiene entre 25 y 44 años, el 24,10% tiene entre 45 y 64 años y el 14,90% tiene más de 65 años de edad. La mediana de la edad es de 38 años. Por cada 100 mujeres hay 95,20 hombres y por cada 100 mujeres de más de 18 años hay 92,70 hombres.

## Localidades

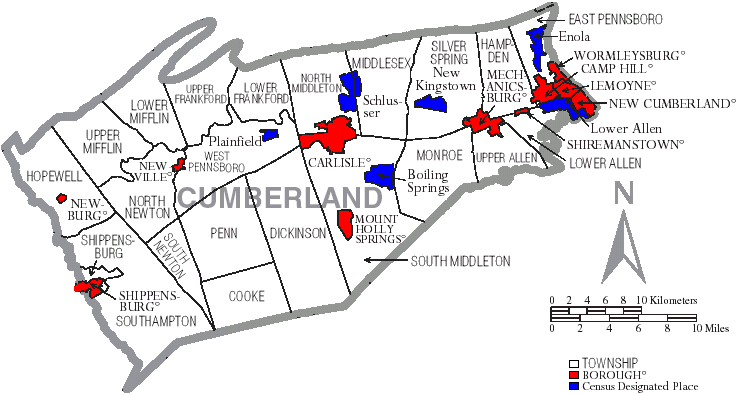
Localidades del condado de Cumberland

### Boroughs
Camp Hill |
Carlisle |
Lemoyne |
Mechanicsburg |
Mount Holly Springs |
New Cumberland |
Newburg |
Newville |
Shippensburg‡ |
Shiremanstown |
Wormleysburg

### Municipios
Cooke |
Dickinson |
East Pennsboro |
Hampden |
Hopewell |
Lower Allen |
Lower Frankford |
Lower Mifflin |
Middlesex |
Monroe |
North Middleton |
North Newton |
Penn |
Shippensburg |
Silver Spring |
South Middleton |
South Newton |
Southampton |
Upper Allen |
Upper Frankford |
Upper Mifflin |
West Pennsboro

### Lugares designados por el censo
Boiling Springs |
Enola |
Lower Allen |
New Kingstown |
Plainfield |
Schlusser |
West Fairview 

### Áreas no incorporadas
Bloserville |
Bowmansdale |
Entlerville |
Grantham |
Shepherdstown |
Summerdale |
Williams Grove 